# Phare d'Amrum
Le phare d'Amrum (en allemand : Leuchtturm Amrum) est un phare actif situé sur l'île d'Amrum, dans le petit village de Wittdün (Arrondissement de Frise-du-Nord - Schleswig-Holstein), en Allemagne. Il est géré par la WSV de Tönning .

## Histoire
Après plusieurs naufrages autour des îles d'Amrum et de Sylt il fut décidé, en 1872, de construire un phare. Sa construction fut assez difficile, dans les dunes, au sud de l'île d'Amrum, faisant partie des Îles frisonnes septentrionales.
Le phare  a été mis en service le 1er janvier 1875, avec une lentille de Fresnel de premier ordre et une lampe Argand à 5 mèches. L'optique mesure 2,70 m de haut et pèse 2,9 tonnes. Cette lentille avait été exposée à l'exposition universelle de Paris de 1867. Une maison, accueillant trois gardiens, fut construite plus bas dans les dunes. Il fut le premier phare allemand à être érigé en Frise septentrionale. En 1936, la lanterne a été électrifiée et ce n'est qu'en 1952 que le phare a reçu son marquage rouge et blanc. Le dernier gardien a quitté le phare en 1984 lorsque l’installation fut automatisée.
Il est classé monument historique et il est ouvert au public pendant l'été.

## Description
Le phare  est une tour cylindrique en pierre de 41 m de haut, avec une galerie et une lanterne. La tour est peinte en rouge avec deux bandes blanches et la lanterne est verte. Il émet, à une hauteur focale de 63 m, un éclat blanc de 1.5 secondes par période de 7.5 secondes. Sa portée est de 23 milles nautiques (environ 43 km).
Identifiant : ARLHS : FED-032 ; 3-06540 - Amirauté : B1686 - NGA : 10620.

## Caractéristiques dufeu maritime
Fréquence : 7.5 secondes (W)
- Lumière : 1.5 secondes
- Obscurité : 6 secondes

|                       |
| Localisation de Amrum |

|         |
| Wittdün |

|          |
| Le phare |

|           |
| L'optique |

### Lien connexe
- Liste des phares en Allemagne